# Szicília vasútállomásainak listája

Szicília elhelyezkedése Olaszországban

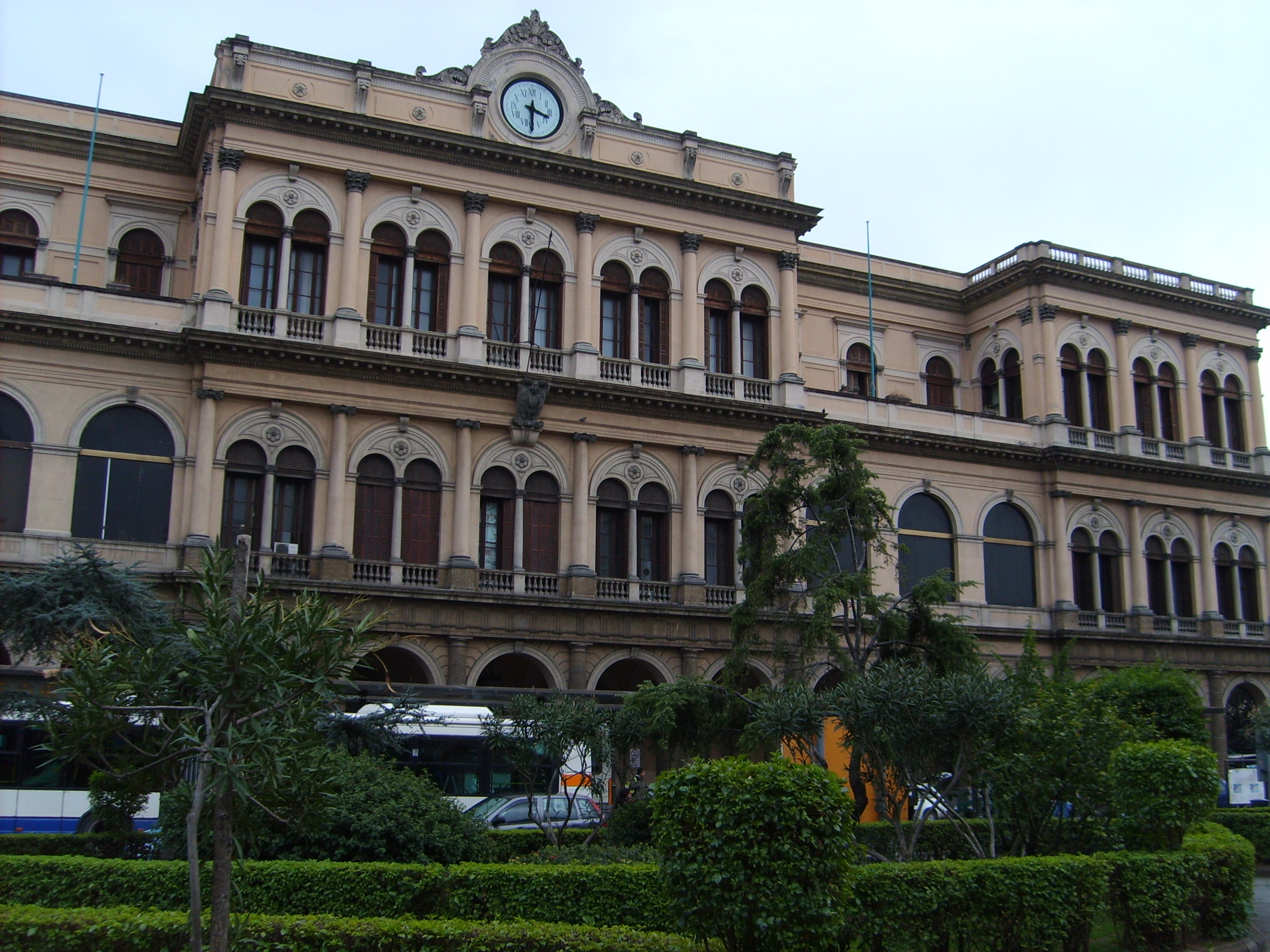
Palermo Centrale

Ez a lista Szicília vasútállomásait sorolja fel ábécé sorrendben.

## A lista
| Állomás                                    | Hely                        | Megye         | Kategória |
| ------------------------------------------ | --------------------------- | ------------- | --------- |
| Acate                                      | Acate                       | Ragusa        | bronz     |
| Acireale                                   | Acireale                    | Catania       | ezüst     |
| Acquaviva-Casteltermini                    | Acquaviva Platani           | Agrigento     | bronz     |
| Acquedolci-San Fratello                    | Acquedolci                  | Messina       | bronz     |
| Agrigento Bassa vasútállomás               | Agrigento                   | Agrigento     | ezüst     |
| Agrigento Centrale vasútállomás            | Agrigento                   | Agrigento     | ezüst     |
| Alcamo Diramazione                         | Alcamo                      | Trapani       | ezüst     |
| Alcantara                                  | Taormina                    | Messina       | bronz     |
| Alì Terme                                  | Alì Terme                   | Messina       | ezüst     |
| Altavilla Milicia                          | Altavilla Milicia           | Palermo       | bronz     |
| Aragona-Caldare vasútállomás               | Aragona                     | Agrigento     | ezüst     |
| Augusta                                    | Augusta                     | Siracusa      | bronz     |
| Avola                                      | Avola                       | Siracusa      | bronz     |
| Bagheria                                   | Bagheria                    | Palermo       | ezüst     |
| Balestrate                                 | Balestrate                  | Palermo       | bronz     |
| Barcellona-Castroreale                     | Barcellona Pozzo di Gotto   | Messina       | bronz     |
| Brolo-Ficarra                              | Brolo                       | Messina       | ezüst     |
| Calatabiano                                | Calatabiano                 | Catania       | bronz     |
| Calatafimi                                 | Calatafimi                  | Trapani       | bronz     |
| Caltagirone                                | Caltagirone                 | Catania       | ezüst     |
| Caltanissetta Centrale                     | Caltanissetta               | Caltanissetta | ezüst     |
| Caltanissetta Xirbi                        | Caltanissetta               | Caltanissetta | ezüst     |
| Cammarata-San Giovanni Gemini vasútállomás | Cammarata                   | Agrigento     | bronz     |
| Campobello di Mazara                       | Campobello di Mazara        | Trapani       | ezüst     |
| Campobello-Ravanusa                        | Campobello di Licata        | Agrigento     | bronz     |
| Campofelice                                | Campofelice                 | Palermo       | bronz     |
| Campofranco                                | Campofranco                 | Caltanissetta | bronz     |
| Canicattì                                  | Canicattì                   | Agrigento     | bronz     |
| Cannizzaro                                 | Cannizzaro                  | Catania       | bronz     |
| Capaci                                     | Capaci                      | Palermo       | bronz     |
| Capo d'Orlando-Naso                        | Capo d'Orlando              | Messina       | ezüst     |
| Carini                                     | Carini                      | Palermo       | ezüst     |
| Carini Torre Ciachea                       | Carini                      | Palermo       | bronz     |
| Caronia                                    | Caronia                     | Messina       | bronz     |
| Carruba                                    | Carruba                     | Catania       | bronz     |
| Castelbuono                                | Castelbuono                 | Palermo       | bronz     |
| Casteldaccia                               | Casteldaccia                | Palermo       | bronz     |
| Castellammare del Golfo                    | Castellammare del Golfo     | Trapani       | ezüst     |
| Castelvetrano                              | Castelvetrano               | Trapani       | ezüst     |
| Catania Acquicella                         | Catania                     | Catania       | ezüst     |
| Catania Bicocca                            | Catania                     | Catania       | ezüst     |
| Catania Centrale                           | Catania                     | Catania       | arany     |
| Catania Ognina                             | Catania                     | Catania       | bronz     |
| Catenanuova-Centuripe                      | Catenanuova                 | Enna          | bronz     |
| Cefalù                                     | Cefalù                      | Palermo       | ezüst     |
| Cerda                                      | Cerda                       | Palermo       | bronz     |
| Cinisi-Terrasini                           | Cinisi                      | Palermo       | ezüst     |
| Comiso                                     | Comiso                      | Ragusa        | bronz     |
| Dittaino                                   | Assoro                      | Enna          | bronz     |
| Donnafugata                                | Donnafugata                 | Ragusa        | bronz     |
| Enna                                       | Enna                        | Enna          | ezüst     |
| Falconara                                  | Butera                      | Caltanissetta | bronz     |
| Falcone                                    | Falcone                     | Messina       | bronz     |
| Ficarazzi                                  | Ficarazzi                   | Palermo       | bronz     |
| Fiumefreddo di Sicilia                     | Fiumefreddo di Sicilia      | Catania       | bronz     |
| Furci                                      | Furci Siculo                | Messina       | bronz     |
| Galati                                     | Messina                     | Messina       | bronz     |
| Gela                                       | Gela                        | Caltanissetta | ezüst     |
| Gela Anic                                  | Gela                        | Caltanissetta | bronz     |
| Giampilieri                                | Giampilieri                 | Messina       | bronz     |
| Giarre-Riposto                             | Giarre                      | Catania       | ezüst     |
| Gioiosa Marea                              | Gioiosa Marea               | Messina       | bronz     |
| Grammichele                                | Grammichele                 | Catania       | bronz     |
| Grotte                                     | Grotte                      | Agrigento     | bronz     |
| Guardia-Mangano-Santa Venerina             | Guardia                     | Catania       | bronz     |
| Isola delle Femmine                        | Isola delle Femmine         | Palermo       | ezüst     |
| Ispica                                     | Ispica                      | Ragusa        | bronz     |
| Lascari-Gratteri                           | Lascari                     | Palermo       | bronz     |
| Lentini                                    | Lentini                     | Siracusa      | bronz     |
| Lentini Diramazione                        | Lentini                     | Siracusa      | bronz     |
| Leonforte-Pirato                           | Leonforte                   | Enna          | bronz     |
| Letojanni                                  | Letojanni                   | Messina       | ezüst     |
| Licata                                     | Licata                      | Agrigento     | bronz     |
| Marausa                                    | Marausa                     | Trapani       | bronz     |
| Marsala                                    | Marsala                     | Trapani       | ezüst     |
| Mascali                                    | Mascali                     | Catania       | bronz     |
| Mazara del Vallo                           | Mazara del Vallo            | Trapani       | ezüst     |
| Messina Centrale és Messina Marittima      | Messina                     | Messina       | arany     |
| Messina Contesse                           | Messina                     | Messina       | bronz     |
| Messina Fiumara Gazzi                      | Messina                     | Messina       | bronz     |
| Milazzo                                    | Milazzo                     | Messina       | ezüst     |
| Mili Marina                                | Messina                     | Messina       | bronz     |
| Militello                                  | Militello in Val di Catania | Catania       | bronz     |
| Modica                                     | Modica                      | Ragusa        | ezüst     |
| Montemaggiore Belsito                      | Montemaggiore Belsito       | Palermo       | bronz     |
| Mozia-Birgi                                | Mozia                       | Trapani       | bronz     |
| Niscemi                                    | Niscemi                     | Caltanissetta | bronz     |
| Nizza di Sicilia                           | Nizza di Sicilia            | Messina       | bronz     |
| Noto                                       | Noto                        | Siracusa      | ezüst     |
| Novara-Montalbano-Furnari                  | Novara di Sicilia           | Messina       | bronz     |
| Oliveri-Tindari                            | Oliveri                     | Messina       | ezüst     |
| Pace del Mela                              | Pace del Mela               | Messina       | ezüst     |
| Paceco                                     | Paceco                      | Trapani       | bronz     |
| Palermo Brancaccio                         | Palermo                     | Palermo       | ezüst     |
| Palermo Cardillo-Zen                       | Palermo                     | Palermo       | bronz     |
| Palermo Centrale                           | Palermo                     | Palermo       | Platinum  |
| Palermo Notarbartolo                       | Palermo                     | Palermo       | arany     |
| Palermo Federico                           | Palermo                     | Palermo       | ezüst     |
| Palermo Fiera                              | Palermo                     | Palermo       | ezüst     |
| Palermo Francia                            | Palermo                     | Palermo       | ezüst     |
| Palermo Giachery                           | Palermo                     | Palermo       | ezüst     |
| Palermo Palazzo Reale-Orleans              | Palermo                     | Palermo       | ezüst     |
| Palermo San Lorenzo Colli                  | Palermo                     | Palermo       | ezüst     |
| Palermo Tommaso Natale                     | Palermo                     | Palermo       | bronz     |
| Palermo Vespri                             | Palermo                     | Palermo       | ezüst     |
| Partinico                                  | Partinico                   | Palermo       | bronz     |
| Patti-San Piero Patti                      | Patti                       | Messina       | ezüst     |
| Petrosino-Strasatti                        | Petrosino                   | Trapani       | bronz     |
| Piraineto                                  | Carini                      | Palermo       | ezüst     |
| Pollina-San Mauro Castelverde              | Pollina                     | Palermo       | bronz     |
| Ponte Santo Stefano                        | Messina                     | Messina       | bronz     |
| Porto Empedocle vasútállomás               | Porto Empedocle             | Agrigento     | bronz     |
| Pozzallo                                   | Pozzallo                    | Ragusa        | bronz     |
| Priolo-Melilli                             | Priolo Gargallo             | Siracusa      | bronz     |
| Punta Raisi                                | Punta Raisi                 | Palermo       | ezüst     |
| Racalmuto                                  | Racalmuto                   | Agrigento     | bronz     |
| Ragusa                                     | Ragusa                      | Ragusa        | ezüst     |
| Roccalumera-Mandanici                      | Roccalumera                 | Messina       | ezüst     |
| Roccapalumba-Alia                          | Roccapalumba                | Palermo       | ezüst     |
| Rometta Messinese                          | Rometta                     | Messina       | bronz     |
| Rosolini                                   | Rosolini                    | Siracusa      | bronz     |
| Sant'Agata di Militello                    | Sant'Agata di Militello     | Messina       | ezüst     |
| Sant'Alessio Siculo-Forza d'Agrò           | Sant'Alessio Siculo         | Messina       | bronz     |
| San Cataldo                                | San Cataldo                 | Caltanissetta | bronz     |
| Santa Flavia-Solunto-Porticello            | Santa Flavia                | Palermo       | ezüst     |
| San Giorgio                                | San Giorgio                 | Messina       | bronz     |
| San Marco d'Alunzio-Torrenova              | San Marco d'Alunzio         | Messina       | bronz     |
| San Nicola Tonnara                         | San Nicola l'Arena          | Palermo       | bronz     |
| Santo Stefano di Camastra-Mistretta        | Santo Stefano di Camastra   | Messina       | ezüst     |
| Santa Teresa di Riva                       | Santa Teresa di Riva        | Messina       | ezüst     |
| Salemi-Gibellina                           | Gibellina and Salemi        | Trapani       | bronz     |
| Sampieri                                   | Sampieri                    | Ragusa        | bronz     |
| Scaletta Zanclea                           | Scaletta Zanclea            | Messina       | bronz     |
| Scicli                                     | Scicli                      | Ragusa        | bronz     |
| Scordia                                    | Scordia                     | Catania       | bronz     |
| Segesta Tempio                             | Segesta                     | Trapani       | ezüst     |
| Serradifalco                               | Serradifalco                | Caltanissetta | bronz     |
| Siracusa                                   | Siracusa                    | Siracusa      | ezüst     |
| Spadafora                                  | Spadafora                   | Messina       | bronz     |
| Spagnuola                                  | Spagnuola                   | Trapani       | bronz     |
| Taormina-Giardini                          | Taormina                    | Messina       | ezüst     |
| Targia                                     | Siracusa                    | Siracusa      | bronz     |
| Tempio di Vulcano                          | Agrigento                   | Agrigento     | bronz     |
| Termini Imerese                            | Termini Imerese             | Palermo       | ezüst     |
| Terrenove                                  | Terrenove                   | Trapani       | bronz     |
| Torregrotta                                | Torregrotta                 | Messina       | bronz     |
| Trabia                                     | Trabia                      | Palermo       | ezüst     |
| Trapani                                    | Trapani                     | Trapani       | ezüst     |
| Trappeto                                   | Trappeto                    | Palermo       | ezüst     |
| Tremestieri                                | Tremestieri                 | Messina       | bronz     |
| Tusa                                       | Tusa                        | Messina       | ezüst     |
| Valledolmo                                 | Valledolmo                  | Palermo       | bronz     |
| Vallelunga                                 | Vallelunga Pratameno        | Palermo       | bronz     |
| Villafranca-Saponara                       | Villafranca Tirrena         | Messina       | bronz     |
| Villalba                                   | Villalba                    | Caltanissetta | bronz     |
| Villarosa                                  | Villarosa                   | Enna          | bronz     |
| Vittoria                                   | Vittoria                    | Ragusa        | ezüst     |
| Vizzini-Licodia                            | Vizzini                     | Catania       | bronz     |
| Zappulla                                   | Zappulla                    | Messina       | bronz     |